# Iperestesia
Si definisce iperestesia una ipersensibilità sensoriale ai normali stimoli esterni causata da un'anormale eccitazione nervosa. Fa parte dei disturbi della percezione e rientra nella categoria delle distorsioni sensoriali.
Si riscontra frequentemente nell'autismo, nella sindrome di Asperger, in seguito a malattie neurologiche (particolarmente nelle meningiti), nelle malattie infettive (es. tetano), e negli avvelenamenti (specie da stricnina).